# Andreas Ogris
Andreas Ogris (ur. 7 października 1964 w Wiedniu) – austriacki piłkarz. Występował na pozycji napastnika. Obecnie trener piłkarski. Jest starszym bratem Ernsta Ogrisa, byłego gracza Herthy Berlin.

## Kariera klubowa
Ogris profesjonalną karierę rozpoczynał w Austrii Wiedeń. Debiut w Bundeslidze zaliczył 11 września 1983, w bezbramkowo zremisowanym spotkaniu z LASK Linz. Łącznie w tamtym sezonie rozegrał tam dwa ligowe spotkania. Zdobył także mistrzostwo Austrii. W kolejnym sezonie ponownie sięgnął po ten tytuł. W 1985 na rok wypożyczono go do Admiry Wacker Mödling. Po powrocie do klubu zaczął częściej grywać w pierwszym zespole. Łącznie rozegrał tam 82 spotkania i zdobył 36 bramek.
W 1990 roku przeszedł do hiszpańskiego Espanyolu. Szybko przebił się tam do wyjściowej jedenastki. Był tam podstawowym zawodnikiem, ale pod koniec debiutanckiego sezonu powrócił do Austrii Wiedeń. Zdążył rozegrać w niej siedem meczów i strzelić siedem goli. Udało mu się również zająć z zespołem pierwsze miejsce w lidze i po raz trzeci w karierze sięgnąć po trofeum mistrza Austrii. Pierwszą połowę sezonu 1992/93 spędził na wypożyczeniu w LASK Linz. Po powrocie do macierzystego klubu, wraz z nim jeszcze dwukrotnie został zwycięzcą rozgrywek ligowych, a także Pucharu Austrii.
W 1997 odszedł do Admiry Wacker Mödling, podobnie jak jego dotychczasowy klub, grającej w Bundeslidze. Po spędzeniu tam roku zakończył karierę.
Po zakończeniu kariery został trenerem. Był jednak szkoleniowcem amatorskich drużyn.
| Sezon   | Klub           | Kraj      | Rozgrywki        | Mecze | Bramki |
| ------- | -------------- | --------- | ---------------- | ----- | ------ |
| 1983/84 | Austria Wiedeń | Austria   | Bundesliga       | 2     | 0      |
| 1984/85 | Austria Wiedeń | Austria   | Bundesliga       | 2     | 0      |
| 1985/86 | Admira Wacker  | Austria   | Bundesliga       | ?     | ?      |
| 1986/87 | Austria Wiedeń | Austria   | Bundesliga       | 20    | 6      |
| 1987/88 | Austria Wiedeń | Austria   | Bundesliga       | 20    | 11     |
| 1988/89 | Austria Wiedeń | Austria   | Bundesliga       | 18    | 7      |
| 1989/90 | Austria Wiedeń | Austria   | Bundesliga       | 20    | 12     |
| 1990/91 | RCD Espanyol   | Hiszpania | Primera División | 29    | 4      |
| 1990/91 | Austria Wiedeń | Austria   | Bundesliga       | 7     | 7      |
| 1991/92 | Austria Wiedeń | Austria   | Bundesliga       | 19    | 5      |
| 1992/93 | LASK Linz      | Austria   | Bundesliga       | 15    | 3      |
| 1992/93 | Austria Wiedeń | Austria   | Bundesliga       | 14    | 7      |
| 1993/94 | Austria Wiedeń | Austria   | Bundesliga       | 21    | 7      |
| 1994/95 | Austria Wiedeń | Austria   | Bundesliga       | 21    | 6      |
| 1995/96 | Austria Wiedeń | Austria   | Bundesliga       | 30    | 7      |
| 1996/97 | Austria Wiedeń | Austria   | Bundesliga       | 23    | 4      |
| 1997/98 | Admira Wacker  | Austria   | Bundesliga       | 13    | 2      |

## Kariera reprezentacyjna
Ogris był uczestnikiem młodzieżowych Mistrzostw Świata w 1983 roku. Debiut w reprezentacji seniorskiej zaliczył 15 października 1986, w wygranym 3-0 pojedynku z Albanią. Grał na Mistrzostwach Świata w 1990 roku, na których zdobył bramkę w meczu fazy grupowej przeciwko Stanom Zjednoczonym, wygranym 2-1. Było to jednak jedyne spotkanie na tym mundialu, w którym zdobyli punkty. W pozostałych dwóch pojedynkach zostali pokonani i po zajęciu trzeciej pozycji w grupie, pożegnali się z turniejem. Ostatni mecz w reprezentacji zagrał w 1997, w pojedynku ze Szkocją. Łącznie w drużynie narodowej rozegrał 63 spotkania i zdobył 11 bramek.